# ザーパドナヤ・リッツァ海軍基地

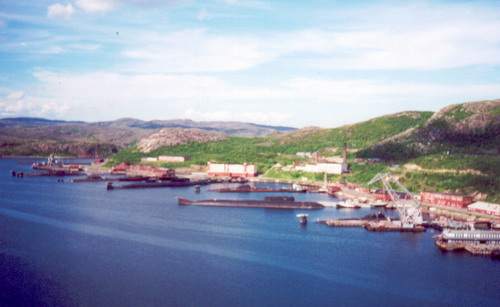
錨泊する潜水艦

ザーパドナヤ・リッツァ海軍基地 (ロシア語: Западная Лица、英語: Western Face) は、ロシア連邦ムルマンスク州にあるロシア海軍の基地で、北方艦隊の一部が拠点としている。 

## 位置
ザーパドナヤ・リッツァ海軍基地は、ロシア極北のコラ半島最西端にあるリッツァフィヨルド (北緯69度25分 東経32度26分 / 北緯69.417度 東経32.433度) に設けられている。ムルマンスクからは約120キロメートル、ノルウェー国境からは45キロメートルの場所にあり、マラヤ・ロパトカ、アンドレーエヴァ湾、ボルシャヤ・ロパトカ、ネルピーチヤの4施設がある。
気温の変化が激しい上に強風が吹きつける厳しい気候と、43日にも及ぶ冬の長い極夜、さらには岩だらけの地面や多数の川と沼地など、ザーパドナヤ・リッツァは極めて生活困難な土地である。一方でこれは軍事施設の警備上は有利なものとなっている。 

## 歴史
ザーパドナヤ・リッツァは、1939年の第二次世界大戦開戦当初に、独ソ不可侵条約に基づいてナチス・ドイツの海軍基地として建設された。ドイツ艦隊の北方基地 (Basis Nord) として使用される予定であったが、翌年にはノルウェー侵攻が成功したため用済みとなっていた。
その後、ソビエト連邦が1950年代に原子力潜水艦基地として再開発するまで放棄されていた。最初に建設されたマラヤ・ロパトカは、ソ連初の原子力潜水艦K-3 レニンスキー・コムソモールの母港であった。1958年に基地近くのザオゼルニ（現在のザオジョルスク) に開拓地が作られたが、その存在は秘匿され、様々な別名で呼ばれていた。 
現在、ザーパトナヤ・リッツァには原子力潜水艦に由来する放射性廃棄物が大量に存在し、深刻な環境問題を引き起こしている。 

## その他
ビデオゲーム「トゥームレイダー・クロニクル」のロシアでのエピソードでザーパトナヤ・リッツァが舞台となった。 